# Sergio Zurita
Sergio Arturo Zurita Chávez (Ciudad de México, 15 de diciembre de 1971)[cita requerida] es un conductor radiofónico, escritor, dramaturgo, director y actor mexicano. Ha actuado en teatro, televisión y cine.

## Biografía
Nació en la Ciudad de México en 1971 y estudió actuación en el Núcleo de Estudios Teatrales (NET) de 1989 a 1991.
Dirigió las obras True West de Sam Shepard, ¡Al Fuego! de Lanford Wilson y Lírica en escena de Jaime López. Ha escrito y dirigido No te preocupes, Ojos Azules; Los hermosos gitanos (No sea payaso, doctor), Tiro de gracia  y Antes de irme, el amor, que también protagonizó y produjo.
Entre sus trabajos más recientes como director están una serie de lecturas dramatizadas de Homero, Ilíada de Alessandro Baricco; Placer o no ser de José Joaquín Blanco y Jaime López, y una versión escénica de Aullido de Allen Ginsberg, protagonizada por Diego Luna y Jaime López, que se presentó en el Festival Hay de Cartagena, Colombia, y en el de Segovia, España.
Como actor ha participado en obras de Beth Henley, David Olguín, José Joaquín Blanco, Jaime López, Martin McDonagh, Carmina Narro y, más recientemente, en El misántropo de Moliére, adaptada por Carmina Narro, dirigida por David Olguín y protagonizada por David Hevia y Silvia Navarro. 
En televisión actuó en la serie El Dandy (2015), protagonizada por Damián Alcázar y Alfonso Herrera.
También se ha desempeñado como actor de doblaje. Su trabajo más notable en ese ramo han sido Rocket Raccoon en la película Guardianes de la Galaxia (2014) y en la serie animada del mismo nombre. También dobló al perezoso Flash en Zootopia (2016). 
Durante casi una década (1991- 2000) fue reportero y después coeditor de la sección de arte y entretenimiento del periódico El Economista. En el semanario La Capital escribía cada quince días su columna «Niño Perdido». En 2018 publicó el libro Aquí asaltan (Cal y Arena) con narrativa, cuentos, otros textos que incluyen, parcialmente, material aparecido en La Capital.
Es coautor, junto con el psiquiatra Mario Zumaya, los libros Pareja o matrimonio, decida usted e Irse o dejar ir, la pérdida amorosa. Esos dos libros inspiraron su más reciente trabajo teatral: Antes de irme, el amor, que escribió, protagonizó y codirigió con el coreógrafo Marco Antonio Silva. 
En radio, de 1996 a 2009, formó parte del programa de radio La Taquilla, originado en MVS Radio y que en 2008 se trasladó a Radio Fórmula. En octubre de 2009 renuncia a la emisión y vuelve a MVS para conducir el programa Dispara Margot dispara a partir del 4 de noviembre. El programa se transmitió originalmente en la emisora musical Exa FM, pero desde octubre de 2014 se traslada a la emisora principal del grupo, XHMVS-FM. El programa fue conducido además por Fausto Ponce, Claudia Silva y el hermano de Zurita conocido por el seudónimo Cheko Záun. Anteriormente contó con las participaciones de Gaby Botello, Jorge Dorantes y Horacio Villalobos. El programa finalizó sus transmisiones el 18 de septiembre de 2020. De 2021 a 2023 colaboró en el noticiero En los tiempos de la radio nuevamente en Radio Fórmula, con una sección de entretenimiento.
Actualmente conduce los programas Canal Pop, al lado de Violet Moreno, y ChismeVisión, al lado de Paty Bacelis, a través de YouTube.
Escribió una reseña de Bob Dylan Redeems Las Vegas, la cual fue retomada por el sitio oficial de Bob Dylan, bobdylan.com.

## Teatro
| Año        | Nombre                      | Espacio                                     | Participación    |
| ---------- | --------------------------- | ------------------------------------------- | ---------------- |
| 2018       | Terror                      | Teatro Helénico                             | Actor            |
| 2016, 2017 | Tres días en mayo           | Teatro Helénico, Teatro Julio Prieto (Xola) | Actor            |
| 2014       | El Misántropo               | Teatro Helénico                             | Actor            |
| 2013       | Ménage à trois              | Teatro Sala Chopin                          | Actor            |
| 2011       | Tiro de gracia              | Polyforum Cultural Siqueiros                | Director         |
| 2011       | Homero, Iliada              | Foro Shakespeare, Teatro El Milagro         | Director         |
| 2000       | No te preocupes Ojos Azules | Foro La Gruta                               | Director y Autor |
| 1997       | Al fuego                    | Foro Shakespeare                            | Director         |
| 1994       | El verdadero oeste          | Foro La Gruta                               | Director         |

## Filmografía en el doblaje

### Películas
- Guardianes de la Galaxia (2014) - Rocket Raccoon
- Guardianes de la Galaxia vol. 2 (2017) - Rocket Raccoon
- Avengers: Infinity War (2018) - Rocket Raccoon
- Avengers: Endgame (2019) - Rocket Raccoon[15]

### Películas animadas
- Zootopia  (2016) - Flash
- Intensa Mente  (2015) - Guardia en la mente de Riley
- Bolt: Un perro fuera de serie  (2008) - Gato
- Cars  (2006) - Voces adicionales

### Series animadas
- Guardianes de la Galaxia (2015 - 2019) - Rocket Raccoon
- Ultimate Spider-Man (Temp. 4) - Rocket Raccoon

## Libros
| Año  | Nombre                                                 | Autor                              | Editorial         |
| ---- | ------------------------------------------------------ | ---------------------------------- | ----------------- |
| 2021 | Aquí asaltan: Cuentos, crónicas, versos y otros textos | Sergio Zurita                      | Cal y Arena       |
| 2013 | Irse o dejar ir: La pérdida amorosa                    | Sergio Zurita y Mario Zumaya       | Vergara           |
| 2012 | Pareja o Matrimonio. Decida usted                      | Sergio Zurita y Mario Zumaya       | Vergara           |
| 2011 | Los hermosos gitanos                                   | Sergio Zurita, Jaime López, et ál. | El milagro        |
| 2005 | No te preocupes Ojos Azules                            | Sergio Zurita                      | La centena teatro |

## Filmografía en el doblaje

### Películas
- Guardianes de la Galaxia (2014) - Rocket Raccoon
- Guardianes de la Galaxia vol. 2 (2017) - Rocket Raccoon
- Avengers: Infinity War (2018) - Rocket Raccoon
- Avengers: Endgame (2019) - Rocket Raccoon[15]

### Películas animadas
- Zootopia  (2016) - Flash
- Intensa Mente  (2015) - Guardia en la mente de Riley
- Bolt: Un perro fuera de serie  (2008) - Gato
- Cars  (2006) - Voces adicionales

### Series animadas
- Guardianes de la Galaxia' - Rocket Raccoon
- Ultimate Spider-Man (Temp. 4) - Rocket Raccoon